# Coupe du Portugal de football 1947-1948
Navigation
1945-1946 1948-1949

La Coupe du Portugal de football 1947-1948 est la 9e édition de la Coupe du Portugal de football, considéré comme le deuxième trophée national le plus important derrière le championnat. 
La finale est jouée le 4 juillet 1948, au stade national du Jamor, entre le Sporting Clube de Portugal et le CF Belenenses. Le Sporting CP remporte son quatrième trophée en battant le CF Belenenses 3 à 1.

## Finale
| 4 juillet 1948 | Sporting Clube de Portugal | 3 - 1   | Atlético Clube de Portugal | Stade national du Jamor         |                                 |
|                |                            | (2 - 0) |                            | Arbitrage : Libertino Domingues | Arbitrage : Libertino Domingues |
|                | Feuille de match           |         |                            | Arbitrage : Libertino Domingues | Arbitrage : Libertino Domingues |